# 刘文澜
刘文澜（1931年—2021年7月8日），湖北应城人，笔名山珊，中华人民共和国英文翻译家。

## 生平
1931年，刘文澜出生在湖北省应城县，前一年，她父亲刘仁静和陆慎之结婚，她还有个弟弟刘威立是1934年出生。2021年7月8日，刘文澜在北京市去世。

## 译著
和陈良廷合译：
- 《马耳他黑鹰》
- 《教父》
- 《萨马拉约会》
- 《考德威尔中短篇小说选》
- 《奥德茨剧作选》
- 《纳尼亚传奇》
- 大卫·赫伯特·劳伦斯. . 北京市: 人民文学出版社. 2020. ISBN 9787020161355.

## 家庭
刘文澜的丈夫是翻译家陈良廷，1951年结婚，2020年4月23日逝世。